# Thibaut Cuisset
Thomas Cuisset (19. března 1958 Maubeuge – 19. ledna 2017 Villejuif) byl francouzský fotograf. V roce 1992 působil jako rezidentní umělec ve Villa Medici v Římě. V roce 1987 získal ocenění Prix Moins Trente a v roce 2009 cenu Prix de photographie de l'Académie des beaux-arts od Académie des beaux-arts.
Zemřel na rakovinu 19. ledna 2017 ve věku 58 let ve městě Villejuif, Val-de-Marne.